# Вила-Нова-де-Монсарруш
Вила-Нова-де-Монсарруш (порт. Vila Nova de Monsarros) — населённый пункт и район в Португалии, входит в округ Авейру. Является составной частью муниципалитета Анадия. Находится в составе крупной городской агломерации Большое Авейру. По старому административному делению входил в провинцию Бейра-Литорал. Входит в экономико-статистический субрегион Байшу-Воуга, который входит в Центральный регион. Население составляет 2001 человек. Занимает площадь 23,6 км².
Покровителем района считается Архангел Михаил (порт. São Miguel).

## История
Район основан в 1006 году